# Philippe Bergé
Philippe Bergé (ur. 20 czerwca 1971 w Brive-la-Gaillarde) – francuski żużlowiec, występujący również na długim torze i na trawie.

## Życiorys

### Kariera sportowa
Złoty medalista indywidualnych mistrzostw Francji (1996). Złoty medalista młodzieżowych indywidualnych mistrzostw Francji na torze trawiastym (1988). Sześciokrotny medalista indywidualnych mistrzostw Francji na torze trawiastym: czterokrotnie złoty (1991, 1993, 1994, 1996), srebrny (1995) oraz brązowy (1990).
Wielokrotny reprezentant Francji w eliminacjach drużynowych i indywidualnych mistrzostw świata i mistrzostw świata par, jak również cyklu Grand Prix IMŚ. Czterokrotny finalista indywidualnych mistrzostw świata na długim torze (Mühldorf 1993 – XVIII miejsce, Scheeßel 1995 – XII miejsce, Herxheim 1996 – XI miejsce, 1997 – VII miejsce). Trzykrotny finalista indywidualnych mistrzostw Europy na torze trawiastym (1995 – IX miejsce, 1996 – V miejsce, 1999 – XII miejsce). 
Startował w lidze brytyjskiej, w barwach klubów z Oksfordu (1996–1997), Isle Of Wight (1998–2000), Swindon (1998), Peterborough (1998) oraz Ipswich (1999), jak również w lidze polskiej, jako reprezentant klubu ROW Rybnik (1993–1994).

### Życie prywatne
Ojciec Dimitriego Bergé, również żużlowca.